# Madascincus ankodabensis
Espèce
Synonymes
- Scelotes ankodabensis Angel, 1930
- Amphiglossus ankodabensis (Angel, 1930)

Statut de conservation UICN

 DD  : Données insuffisantes
Madascincus ankodabensis est une espèce de sauriens de la famille des Scincidae.

## Répartition
Cette espèce est endémique de Madagascar.

## Publication originale
- Angel, 1930 : Diagnoses d’espèces nouvelles de lézards de Madagascar, appartenant au genre Scelotes. Bulletin du Muséum national d'histoire naturelle de Paris, sér. 2, vol. 2, no 5, p. 506-509.